# Sulpice Ier de Bourges
Sulpice Ier de Bourges est un prélat qui fut archevêque de Bourges, nommé en 584 et mort en 591.

## Biographie
Saint de l'église, il est fêté le 29 janvier. Grégoire de Tours le présente comme appartenant à l’une des premières familles sénatoriales de la Gaule, versé dans la rhétorique et poète éminent.
Un de ses premiers actes fut la convocation d’un concile à Clermont, pour statuer sur le conflit entre l’évêque de Cahors et celui de Rodez, à propos de la juridiction sur quelques paroisses. En 585, il assistait au Second concile de Mâcon.
Ce Sulpice a été parfois confondu avec Sulpice le Pieux.